# Raj Kapoor
Raj Kapoor, rođen kao Shrishti Nath Kapoor, također poznat kao Ranbir Raj Kapoor (Pešavar, 14. prosinca 1924. — New Delhi, 2. lipnja 1988.) indijski je filmski glumac, producent i režiser. Rođen je u Pešavaru kao sin glumca Prithviraja Kapoora – bio je član obitelji Kapoor, koja je dala nekoliko zvijezda Bollywooda.
Raj Kapoor smatra se jednim od najvećih i najutjecajnijih glumaca i filmskih stvaralaca u povijesti Bollywooda. Dobio je nekoliko priznanja, među kojima su 3 nacionalne filmske nagrade i 11 Filmfare nagrada u Indiji. Filmfare nagrada za životno djelo nosi njegovo ime. 
Bio je dva puta nominiran za nagradu „Zlatna palma” na Filmskom festivalu u Cannesu za svoje filmove “Awaara” (1951.) i „Boot Polish” (1954.). Njegov nastup u filmu „Awaara” svrstan je među deset najboljih i najvećih nastupa svih vremena od strane magazina “Time”. Njegovi su filmovi privukli svjetsku publiku, naročito u Aziji i Europi. Zvali su ga „Clarkom Gableom indijske filmske industrije”.
Vlada Indije odlikovala ga je Padma Bhushan nagradom 1971. godine za doprinos u umjetnosti. Vlada Indije dodijelila mu je i najveću indijsku nagradu u kinematografiji, nagradu Dadasaheb Phalke, 1987. godine.